# Virginia Slims of California 1983
Virginia Slims of California 1983 — жіночий тенісний турнір, що проходив на закритих кортах з килимовим покриттям Oakland-Alameda County Coliseum Arena в Окленді (США). Належав до Світової чемпіонської серії Вірджинії Слімс 1983. Відбувсь удванадцяте і тривав з 21 до 27 лютого 1983 року. Шоста сіяна Беттіна Бюнге здобула титул в одиночному розряді й отримала за це 30 тис. доларів США.

## Фінальна частина

### Одиночний розряд
Беттіна Бюнге —  Сільвія Ганіка 6–3, 6–3
- Для Бюнге це був 1-й титул за рік і 3-й — за кар'єру.

### Парний розряд
Клаудія Коде-Кільш /  Ева Пфафф —  Розмарі Касалс /  Венді Тернбулл 6–4, 4–6, 6–4
- Для Коде-Кільш це був 1-й титул за рік і 8-й — за кар'єру. Для Пфафф це був єдиний титул за сезон і 1-й — за кар'єру.

## Розподіл призових грошей
| Дисципліна       | П       | F       | ПФ     | ЧФ     | 1/8    | 1/16   | Попер. коло |
| Одиночний розряд | $30,000 | $15,000 | $7,350 | $3,600 | $1,900 | $1,100 | $700        |